# Atletica leggera ai Giochi della XXVI Olimpiade - Staffetta 4×400 metri maschile

Video della Finale

La staffetta 4×400 metri ha fatto parte del programma di atletica leggera maschile ai Giochi della XXVI Olimpiade. La competizione si è svolta nei giorni 2-3 agosto 1996 allo Stadio Olimpico del Centenario di Atlanta.

## Presenze ed assenze dei campioni in carica
| Competizione         | Atleta        | Prestazione | Atlanta 1996 |
| -------------------- | ------------- | ----------- | ------------ |
| Olimpiadi 1992       | Stati Uniti   | 2'55”74     | Presenti     |
| Commonwealth 1994    | Inghilterra   | 3'02”14     | [ E 1 ]      |
| Goodwill Games 1994  | Stati Uniti   | 2'59”42     | Presenti     |
| Europei 1994         | Gran Bretagna | 2'59”13     | Presente     |
| Coppa del mondo 1994 | Gran Bretagna | 3'01”34     | Presente     |
| Asiatici 1994        | Corea del Sud | 3'10”19     | Non qual.    |
| Panamericani 1995    | Cuba          | 3'01”53     | Presente     |
| Africani 1995        | Nigeria       | 3'01”63     | Presente     |
| Mondiali 1995        | Stati Uniti   | 2'57”32     | Presenti     |

1. ↑  Ai Giochi l'Inghilterra non gareggia come nazione a sé stante, ma sotto la bandiera della Gran Bretagna.

## Finale
| Pos | Paese         | Squadra                                                          | Tempo   |
| --- | ------------- | ---------------------------------------------------------------- | ------- |
|     | Stati Uniti   | LaMont Smith Alvin Harrison Derek Mills Anthuan Maybank          | 2'55"99 |
|     | Gran Bretagna | Iwan Thomas Jamie Baulch Mark Richardson Roger Black             | 2'56"60 |
|     | Giamaica      | Michael McDonald Roxbert Martin Gregory Haughton Davian Clarke   | 2'59"42 |
| 4   | Senegal       | Moustapha Diarra Aboubakry Dia Hachim Ndiaye Ibou Faye           | 3'00"64 |
| 5   | Giappone      | Shunji Karube Koji Ito Jun Osakada Shigekazu Omori               | 3'00"76 |
| 6   | Polonia       | Piotr Rysiukiewicz Tomasz Jedrusik Piotr Haczek Robert Mackowiak | 3'00"96 |
| 7   | Bahamas       | Carl Oliver Troy McIntosh Dennis Darling Timothy Munnings        | 3'02"71 |
| 8   | Kenya         | Samson Kitur Samson Yego Simon Kemboi Julius Chepkwony           | NP      |